# Robaldo de Arles
Robaldo de Arles ou Robaldo, o Velho  (900 - 936) foi conde de Arles.

## Relações familiares
Foi filho de Bosão de Arles e Avinhão, conde de Arles e de Avinhão, e de uma senhora cuja nome a história não regista. Casou com Ermengarda da Aquitânia, presumível neta de Guilherme I da Aquitânia (893 - 918), de quem teve;
1. Bosão de Arles, conde de Arles e de Avinhão casado com Constância de Viena.
2. Tieberga de Provença casada com Ermengol I de Urgell, conde de Urgel.